# ATOK
ATOK(/ˈeɪtɔːk/; 일본어: エイトック, 일본어 발음: [eitokku])는 일본 소프트웨어 회사인 저스트시스템즈에서 개발한 일본어 입력기(IME)이다.
ATOK는 1983년 PC-100용 일본어 워드 프로세서 소프트웨어인 JS-WORD와 함께 제공된 KTIS(가나-한자 변환 입력 시스템)에서 유래한 IME이지만, 현재는 macOS, 윈도우, 안드로이드, iOS 등 다양한 플랫폼을 지원한다.
ATOK은 한때 가나-한자 자동 변환을 의미했다. 현재는 가나-한자 변환의 고급 기술을 의미한다. 때때로 JustSystems 본사가 있는 아와토쿠시마(Awa-TOKushima) 또는 알파벳-간지(Alphabet TO Kanji)의 약자로 해석된다.

## 같이 보기
- 이치타로